# Ferdinand Tönnies
Ferdinand Tönnies sinh ngày 26 tháng 7 năm 1855 tại Oldenswort; là nhà xã hội học, nhà kinh tế học và nhà triết học. Tönnies đã góp phần đáng kể cho việc nghiên cứu về xã hội học cuối thế kỷ 19, đầu thế kỷ 20. Ông là biểu tượng đại diện cho sự thống nhất của tất cả các khoa học vào thời kỳ đó.
Ông mất ngày 9 tháng 4 năm 1936 tại Kiel, Đức.